# Magali Amadei
Pour les articles homonymes, voir Amadei.
Magali Amadei, née le 30 novembre 1974, est une mannequin et actrice française.

## Biographie
Magali Amadei est découverte à 16 ans, alors qu'elle étudie le ballet à l'Opéra de Nice, et se lance rapidement dans les mannequinat. Dans les années 1990, elle apparaît régulièrement sur les couvertures de magazines d'envergure mondiale comme Vogue, Elle et Marie Claire. Elle est alors régulièrement comparée à Sophia Loren.  
Installée à New York, aux États-Unis, elle tente par la suite de lancer une carrière d'actrice. Elle tient ainsi quelques seconds rôles. 
Amadei souffre pendant sa carrière de troubles de boulimie. Elle se déplace depuis dans les écoles pour faire de la prévention.

## Filmographie
- 1992 : Inferno!, Ellen Von Unwerth
- 1997 : Blood Trail, Naomi
- 2001 : The Groomsmen (en), Tanya
- 2001 : Un mariage trop parfait, Wendy
- 2001 : Le Journal intime d'un homme marié (série télévisée)
- 2003 : Le Cartel (2003, TV)
- 2004 : Le Prince de Greenwich Village, Coralie Varsovie
- 2004 : New York Taxi, Quatrième Voleur